# Léviathan (film, 2014)
Pour les articles homonymes, voir Léviathan (homonymie).
Pour plus de détails, voir Fiche technique et Distribution.
Léviathan (titre original russe : Левиафан, Leviafan) est un film dramatique russe coécrit et réalisé par Andreï Zviaguintsev, sorti en 2014.
Il transpose un fait divers américain dans la Russie contemporaine, dont il brosse un tableau cauchemardesque. Il établit un parallèle avec les malheurs accablant le pauvre Job dans le Livre de Job. Il s'inspire aussi des réflexions de Thomas Hobbes, dans son ouvrage de philosophie politique Léviathan, sur la souveraineté absolue et sur les notions de justice et de liberté. Il pose particulièrement la question de savoir si les lois sont faites pour garantir la sécurité de tous, comme le soutient Hobbes, ou pour garantir les intérêts de certains, comme semble le démontrer l'histoire du malheureux Kolia, trahi, spolié, broyé par une force monstrueuse.
Présenté en sélection officielle au festival de Cannes 2014, Léviathan remporte le prix du scénario. Il déclenche de violentes polémiques en Russie avant même d'y avoir été vu. Zviaguintsev est accusé, parce qu'il montre l'alcoolisme et la corruption généralisés, de noircir l'image de la Russie.
Le film entame son exploitation en France le 24 septembre 2014. Il est sélectionné pour représenter la Russie à l'Oscar du meilleur film en langue étrangère aux Oscars du cinéma 2015. Lors de la 72e cérémonie des Golden Globes, il remporte le Golden Globe du meilleur film en langue étrangère. Il ne sort en Russie que le 5 février 2015, avec des dialogues expurgés des jurons. 

## Synopsis

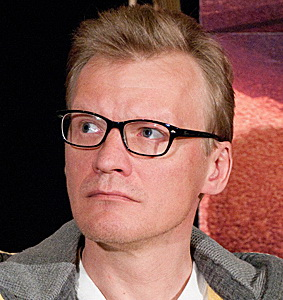
Alexeï Serebriakov (Kolia) en 2011.

Le mécanicien Kolia et son épouse Lilya vivent dans une ville côtière de la mer de Barents. Le site que surplombe leur maison est grandiose. Kolia ne veut pas quitter ce lieu où ont vécu son grand-père et son père, ni cette maison qu'il a construite de ses mains. Lilya, en revanche, aimerait bien partir.
Le maire, brutal et crapuleux, veut s'emparer à vil prix de leur maison et de l'atelier de réparation automobile de Kolia. Il dit vouloir construire là un « centre de télécommunications ». Il a donc engagé une procédure d'expropriation pour cause d'utilité publique. Kolia épuise les recours juridiques pour obtenir une somme cinq fois et demie supérieure à celle fixée. Il fait appel à Dmitri, l'un de ses anciens amis d'armée, maintenant avocat à Moscou. Dmitri a rassemblé un dossier à charge contre le maire, qui a du sang sur les mains, mais qui est protégé en haut lieu : il veut le faire chanter. Il dit avoir l'appui de Kastrov, chef du Haut Comité. Très inquiet, le maire promet de lui donner la somme exigée par Kolia.
Lilya aspire à un ailleurs, à une autre vie. Elle est déboussolée devant les excès d'un mari rageur, sourd à ses requêtes, et qui, la tête dans le sac, s'égare en un vain combat. Elle se jette dans les bras de Dmitri. Au cours d'un pique-nique, Kolia surprend les deux amants, les frappe et profère des menaces de mort à leur encontre.
Dmitri propose à Lilya de l'emmener à Moscou. Mais elle retourne finalement chez elle, et retrouve l'usine où elle travaille le poisson. Kolia s'efforce de lui pardonner. Le jeune fils de Kolia, en revanche, n'admet pas cette réconciliation. Il jette sa haine au visage de l'infidèle, déjà fragilisée par son vague à l'âme, par tous ces événements et par son sentiment de culpabilité. L'adolescent exige son départ. La nuit venue, Lilya se jette à la mer.
Cependant, le maire panique. Certes, il peut compter sur le zèle du chef de la police, de la procureure et de la juge, qui lui sont tout dévoués et qui sont mouillés autant que lui dans les crimes dont Dmitri détient les preuves. Mais les élections municipales ont lieu dans un an, et un déballage médiatique pourrait empêcher l'abject individu d'être reconduit.

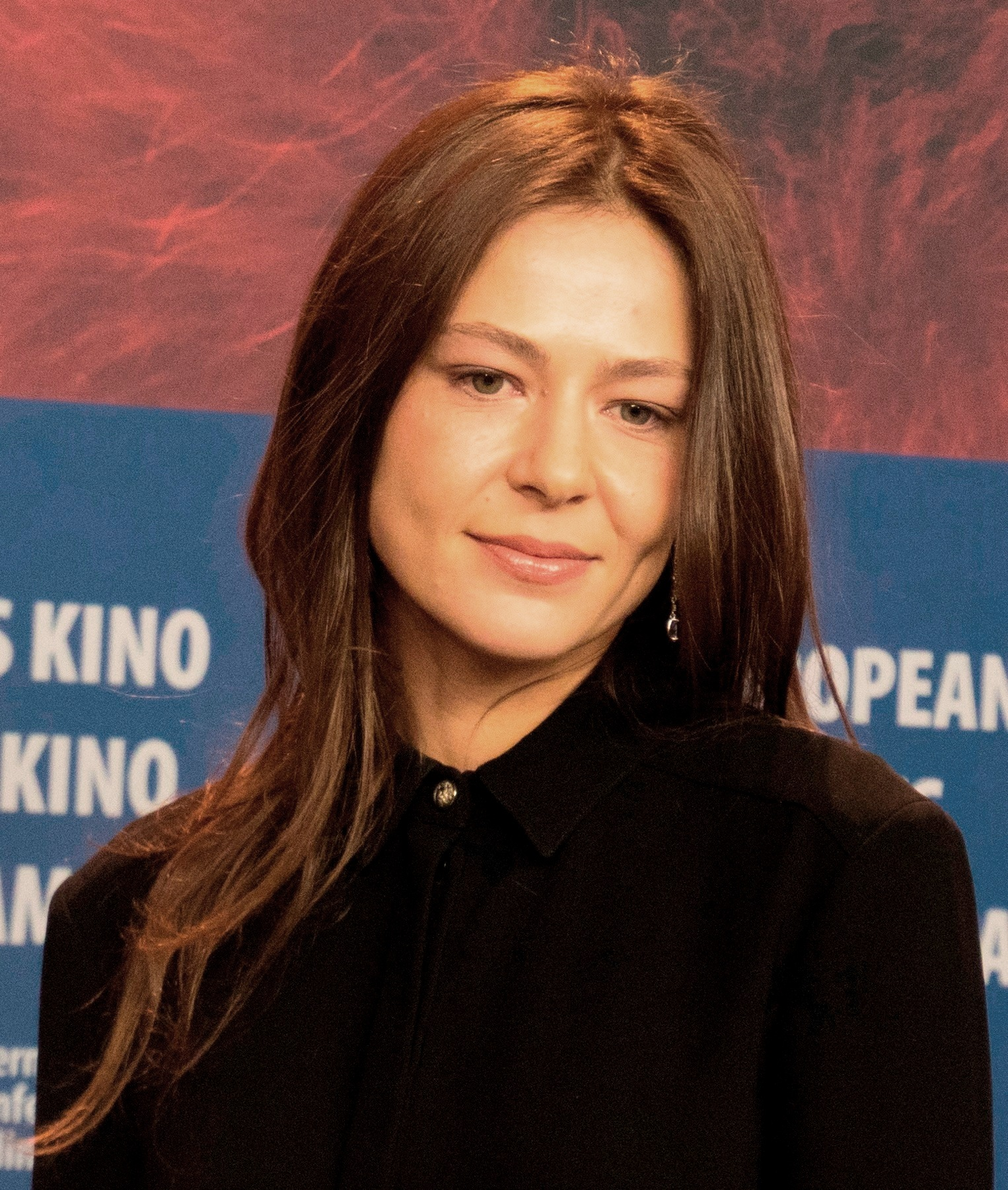
Elena Lyadova (Lilya) en 2018.

Il combat « pour la même cause » que l'évêque, bien que « dans une arène différente ». L'évêque devine son désarroi. Mais, pour ne pas se compromettre, il refuse d'entendre les difficultés auxquelles son complice est confronté : « Si tu as le pouvoir sur tes terres, prends seul les décisions qui te reviennent. » Le maire insiste, car l'assurance de Dmitri lui fait craindre une opération téléguidée de Moscou. Lui, qui se flattait d'être intouchable, se demande à présent s'il n'aurait pas été désavoué en haut lieu. L'évêque sent bien qu'il cherche à se couvrir. « C'est de Dieu que vient le pouvoir, lui dit-il alors. Et le pouvoir apporte la force. Si cela plaît au Puissant, si tes actes lui conviennent, tu n'as rien à craindre. » Le maire exige plus de garanties, il veut être vraiment sûr que ses actes conviennent à Dieu. « Oui, répond l'évêque, ça lui convient. Dieu est satisfait. Tu fais le bien. Ne mets pas ça en doute. » Revigoré, le maire organise une violente séance d'intimidation mafieuse contre Dmitri. Ébranlé, celui-ci retourne à Moscou.
Kolia apprend la mort de Lilya. Inconsolable, il sombre dans la vodka. Un prêtre lui prêche l'exemple du pauvre Job, le fatalisme, la soumission à la volonté de Dieu. Un jour, ses meilleurs amis décident de l'accuser du meurtre de sa femme. Des policiers viennent l'arrêter. Bien qu'aucune preuve ne soit produite contre lui, il est condamné à quinze ans de détention à régime sévère. Ses amis ne l'ont livré que pour adopter son fils, et toucher ainsi l'indemnité versée par l'État. « Je ne comprends pas ce qui m'arrive », gémit Kolia.
Sa maison et son atelier sont détruits par des pelleteuses et des bulldozers, et le « centre de télécommunications » peut voir le jour. Il s'agit en fait d'une église. Le jour de la bénédiction de l'édifice, l'évêque apporte une réponse à ceux qui ne comprennent pas ce qui se passe : « Nous rendons son âme au peuple russe. » Dans son sermon, il met en garde contre les ennemis de la foi, peu soucieux de morale, qui tentent de déguiser la vérité en prêchant la liberté. Ils mentent : « La liberté, c'est la connaissance de l'Éternelle Vérité. L'homme qui connaît l'Éternelle Vérité, lui seul est libre. La Vérité est l'amour de Dieu. » L'homme qui aime Dieu peut comprendre le sens des événements, « et distinguer alors le bien du mal ». Ces paroles de l'évêque sont accueillies avec satisfaction par l'assemblée des fidèles, composée de personnages venus dans de puissantes automobiles. Parmi eux, se trouvent le maire et l'entrepreneur du bâtiment à qui l'édile corrompu procure des marchés.

## Fiche technique
- Titre original : Левиафан, Leviafan
- Titre français : Léviathan
- Réalisation : Andreï Zviaguintsev

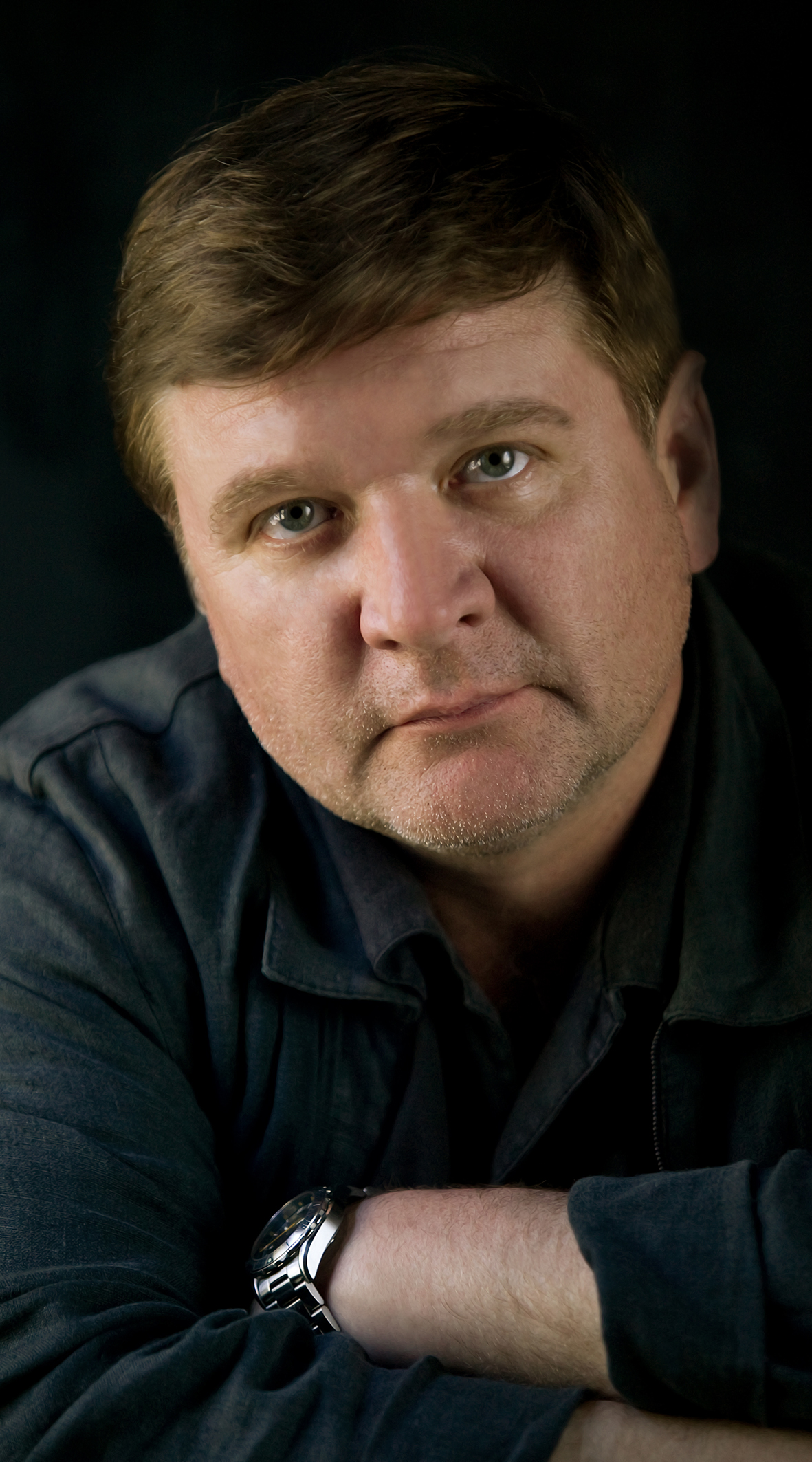
Roman Madianov (Vadim Cheleviat, le maire mafieux de Pribejny) en 2007.

- Scénario : Oleg Negin et Andreï Zviaguintsev
- Direction artistique : Andreï Ponkratov
- Photographie : Mikhail Krichman
- Musique : Philip Glass[2]
- Production : Alexander Rodnyansky
- Société de production : Non Stop Production
- Sociétés de distribution : Pyramide Distribution (France)
- Budget : 7 000 000 $[3]
- Pays d’origine : Russie
- Langue originale : russe
- Format : couleur - argentique 35 mm[3] - 2,35:1 - son Dolby numérique
- Genre : drame
- Durée : 140 minutes
- Dates de sortie :
  - France : 23 mai 2014 (festival de Cannes 2014) ; 24 septembre 2014 (sortie nationale)
  - Russie : automne 2014 (une seule copie), puis 5 février 2015 (650 salles)[4]

## Distribution

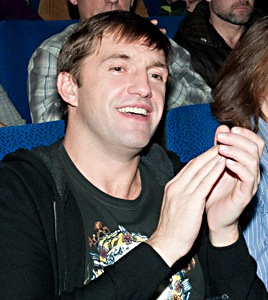
Vladimir Vdovitchenkov (Dmitri) en 2010.

- Alexeï Serebriakov (VF : Yann Pichon) : Nikolaï, dit Kolia, garagiste
- Vladimir Vdovitchenkov (VF : Yann Herle Gourvès) : Dmitri, avocat et ami de Kolia
- Alexeï Rozine (VF : Eddy Frogeais) : Pacha, sergent de la police routière, et ami de Kolia
- Elena Lyadova (VF : Fabienne Rocaboy) : Lilya, femme de Kolia
- Sergueï Pokhodaev (VF : Hugo Legay) : Roma, fils d'un premier mariage de Kolia
- Sergey Bachurskiy (VF : Fred Renno) : Stepanych, lieutenant-colonel de la police routière
- Alla Emintseva (VF : Katia Lutzkanoff) : Tarasova, la juge
- Margarita Shubіna : Gorjunova, la procureure
- Roman Madianov (VF : Bernard Bollet) : Vadim Cheleviat, maire de Pribejny
- Valeriy Grishko : l'évêque[5]
- Anna Ukolova (VF : Isabelle Sempéré) : Angela, épouse de Pacha, et amie de Lilya
- Platon Kamenev : Vitya, fils d'Angela et de Pacha
- Dmitriy Bykovskiy-Romashov : Tkachuk, chef de la police
- Vyacheslav Gonchar : père Vasiliy, prêtre

## Intentions du réalisateur

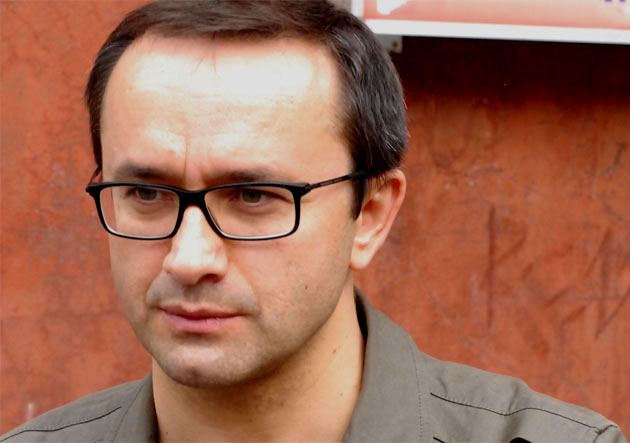
Le réalisateur Andreï Zviaguintsev en 2010.

La justice et la liberté (notions que le réalisateur assimile à la présence de Dieu en l'homme) sont au cœur du film. Dans une note d'intention, Zviaguintsev écrit : « La laborieuse alliance de l’Homme et de l’État est, depuis longtemps, un thème de la vie en Russie […] Nous serons forcément tous confrontés un jour ou l’autre à l’alternative suivante : vivre en esclave ou vivre en homme libre […] Il y a, dans la vie de chaque homme, un moment clé où il se retrouve face au système, au « monde » et où il doit défendre son sens de la justice, son sens de Dieu sur Terre. »
Zviaguintsev est satisfait de pouvoir « poser ces questions au spectateur », d'avoir latitude de mettre en scène, à travers un héros tragique russe, un personnage tragique universel. Cette liberté qu'on lui accorde lui permet de garder foi en sa patrie.

## Sources d'inspiration

### L'affaire Marvin Heemeyer
L'idée de faire un film est fournie à Zviaguintsev par la résistance d'un opiniâtre soudeur du Colorado, Marvin Heemeyer, harcelé par des pouvoirs publics et par une police qui défendent les intérêts d'un puissant groupe. L'affaire connaît un dénouement spectaculaire et tragique en 2004 : Heemeyer, aux commandes d'un bulldozer blindé, entreprend de détruire méthodiquement les bâtiments administratifs de sa ville, avant de se suicider.
Le bulldozer est présent dans la première version du scénario de Negin et Zviaguintsev. Mais les deux hommes abandonnent bientôt cette idée, jugeant invraisemblable un tel dénouement dans le cas d'un personnage russe. À l'inverse de Marvin Heemeyer, le grognon et impulsif Kolia ne se révolte pas de façon radicale : il va chercher son fusil, mais il ne tire pas sur le maire ; il profère des menaces de mort envers sa femme, puis il accepte de se réconcilier avec elle.
Zviaguintsev s'explique longuement sur ce choix : Heemeyer est un Américain, et un Américain « a dans le sang le réflexe de revendiquer ce qui lui est dû », il est « épris de liberté » et, pour lui, le droit individuel « prime sur tout ». Pour ce qui concerne l'homme russe, sa patience « s’est depuis longtemps muée en résignation. Le sentiment de son bon droit s’est apparemment émoussé au fil des siècles. Il est très aisé de le convaincre qu’il n’a aucun droit. Cela semble même être inscrit dans son ADN. » Certes, le Russe est jaloux de sa liberté. Mais, dans son pays, « le statut d’être libre n’est pas un droit garanti » par la Constitution ou par les lois. Les conditions d'existence que l'on offre à l'homme russe le privent « de toute capacité à croire en un quelconque droit à une place au soleil. Il reste dans l’ombre et semble y être accoutumé […] C’est l’ontologie russe elle-même qui nous a soufflé le vrai dénouement. » Les deux scénaristes ne voulaient pas que le spectateur éprouve à la fin « une satisfaction trompeuse ».

### Michael Kohlhaas
Zviaguintsev rapproche un jour le combat de Marvin Heemeyer de celui qu'adapte Heinrich von Kleist dans la première partie de Michael Kohlhaas, où Martin Luther intervient en personne.

### Les malheurs du pauvre Job
L'acharnement du malheur sur la personne de Kolia fait songer au pauvre Job. Dans l'Ancien Testament, Job est un homme intègre accablé d'épreuves : le Satan met sa foi à l'épreuve, avec la permission de Dieu. Job perd tout, non seulement ses biens, mais aussi ses proches. Au lieu de crier à l'injustice, au lieu de se rebeller contre Dieu, Job dit : « L'Éternel a donné, et l'Éternel a ôté ; que le nom de l'Éternel soit béni ! »
C'est d'ailleurs une relecture du Livre de Job qui fournit à Zviaguintsev le titre de son film : dans cette œuvre, Léviathan est un animal fabuleux qu'il est bien vain de prétendre défier. C'est ce que va rappeler le père Vasiliy à Kolia, confronté à une force qui le dépasse complètement : sur Terre, nul ne peut dominer le monstre, toute révolte est inutile.

### Thomas Hobbes
Une amie philosophe attire l'attention de Zviaguintsev sur Léviathan de Thomas Hobbes. Pour Hobbes, le Léviathan est l'État. Dès lors, dit Zviaguintsev, le titre n'est plus une simple étiquette collée sur le film, « c'est une partie intégrante du projet dans son ensemble. Il place le film à un autre niveau, lui confère une autre dimension. »
Selon Hobbes, théoricien et apologiste du despotisme, chaque homme est égoïste et guidé par son seul intérêt. Les humains sont donc incapables de s'aimer et de s'entendre. Pour éviter « la guerre de tous contre tous », ils abdiquent leur liberté, en cédant leur pouvoir à une autorité commune : l'État. Celui-ci définit les notions de bien et de mal, il édicte les lois. L'homme acquiert ainsi la sécurité, mais il n'a plus à donner son avis sur ce qui est juste ou injuste, c'est la loi qui en décide. C'est, dit Zviaguintsev, un « contrat avec le diable », car l'État devient alors un « monstre dévoreur d'âme ». Pour Zviaguintsev, la liberté est le « seul bien authentique » de l'homme. Renoncer à la liberté, c'est « vendre son âme au diable ». 

### «Le grand inquisiteur»
En tournant son film, Zviaguintsev avait en tête « Le grand inquisiteur », un récit contenu dans Les Frères Karamazov de Dostoïevski. Il traite de la nature humaine, de la liberté et de la manipulation. Le grand inquisiteur considère Jésus comme bien naïf de croire que les humains sont attachés aux idées de liberté et d'amour du prochain.
Le cinéma de Zviaguintsev est « moral, fondé sur l'individu, ses choix et ses actes ». Dans Léviathan, l'égoïsme, la jalousie, le ressentiment sont présents partout, avec la déréliction de l'épouse et du fils, les sordides calculs des amis, le cynisme des religieux, la corruption des autorités. Il n'est question que de « trahison de l’amour, de l’amitié, de la foi et de la loi ». Zviaguintsev reprend ici une question posée dans ses précédents films : les humains aspirent-ils réellement à s'entendre et à s'aimer ?

### Les relations de Poutine et de l'Église orthodoxe
On mesure en fin de film la force qui a broyé Kolia : l'enjeu consistait à construire une église. « Ce qui se passe s'explique, dit l'évêque, nous rendons son âme au peuple russe. »
C'est en effet l'entreprise que favorise Vladimir Poutine. Il s'efforce de créer l'unité en cultivant une forte identité russe, en permettant notamment à l'Église orthodoxe, spoliée dans les années 1920 par les communistes, de reconstituer son patrimoine immobilier, de retrouver son rayonnement et sa puissance,,.

### L'affaire Pussy Riot
Dans le film, un écran de télévision montre furtivement le nom des Pussy Riot, chanteuses punk condamnées à une lourde détention pour sacrilège et blasphème.

## Réalisation

### Financement
Le budget est de 7 000 000 $. Le film est financé à 35 % par le gouvernement, ce qui suscite l'étonnement. Vladimir Poutine a-t-il voulu démontrer qu'il admettait la critique ? Ou le scénario n'a-t-il pas été lu attentivement ? Zviaguintsev avoue ne pas connaître la réponse. Il dit qu'on ne la connaîtra sans doute jamais.

### Lieux et dates du tournage

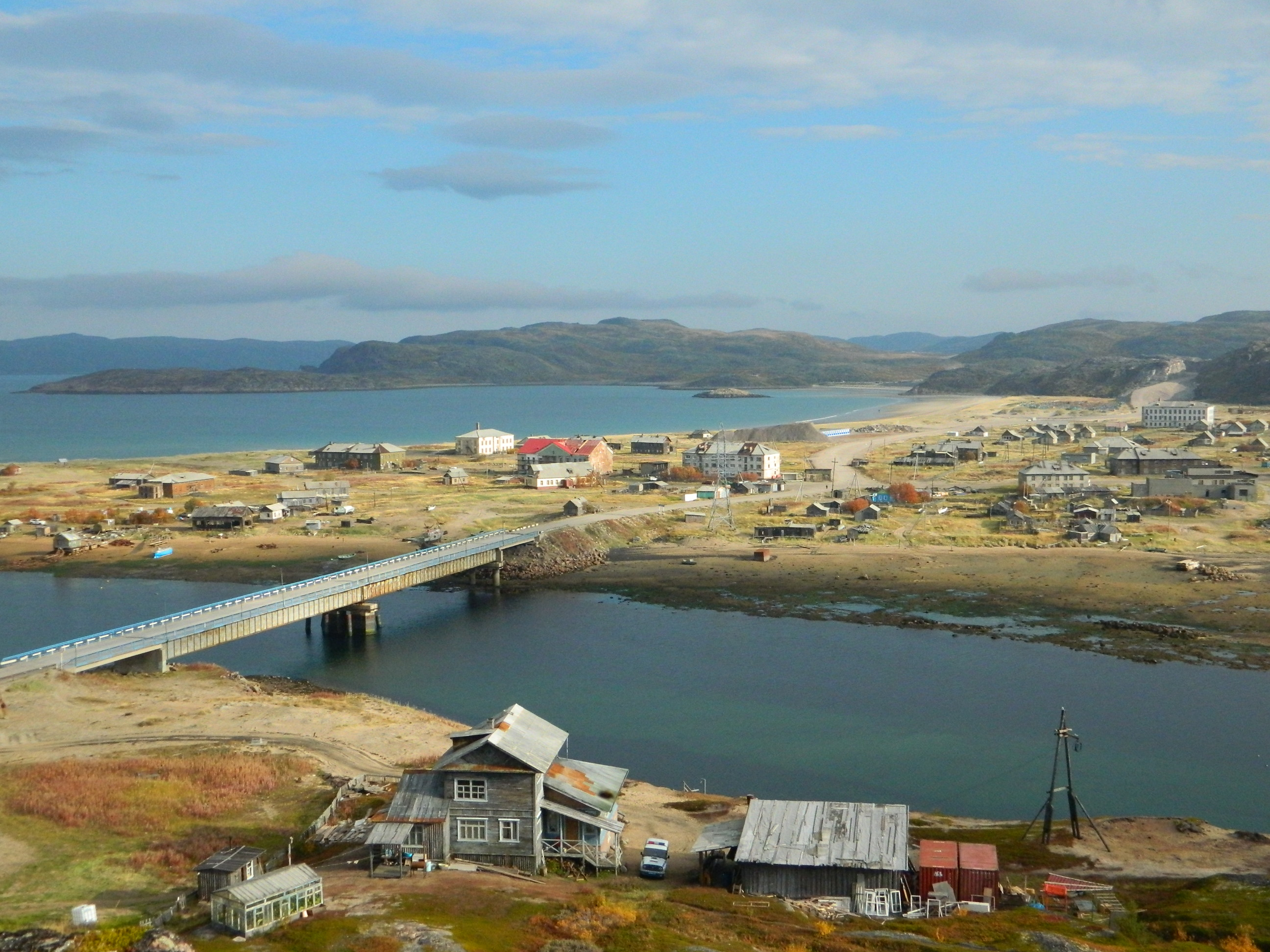
Teriberka en septembre 2013, durant le tournage. Au premier plan, la maison et l'atelier de Kolia, construits pour les besoins du film.

Le scénario situe d'abord la ville fictive de Pribejny dans une région d'agriculture et de forêt. Mais le lieu retenu pour le tournage est finalement Teriberka, un village des bords de la mer de Barents, dans l'oblast de Mourmansk, au nord du cercle polaire. C'est à Teriberka et dans ses environs que sont tournées les principales séquences. Le squelette de baleine échoué, qui symbolise le monstrueux appareil de l'État, n'est pas véritable. Principalement de métal, il est fabriqué à Moscou. La maison et l'atelier de Kolia sont construits pour le film. Les plans urbains sont tournés à Kirovsk, Apatity et Montchegorsk, trois villes qui ne sont pas au bord de la mer, mais dans un pays de lacs et de montagnes. Le tournage dure 67 jours, du 1er août à octobre 2013. L'équipe revient sur les lieux l'hiver suivant pour quelques scènes de neige.
Ayant vu le film, Nicolas Delesalle, un journaliste français, a la curiosité de se rendre sur les lieux du tournage, à Teriberka et à Kirovsk, s'attendant à y trouver l'horreur, la corruption, la violence, et des habitants « bas du front sous perfusion de vodka ». Mais « rien ne se passe comme prévu ».
Teriberka était dans les années 1950 une petite ville de 4 700 habitants. Elle n'en compte plus que 900 aujourd'hui. Zviaguintsev n'en a montré que peu la déliquescence, la décrépitude, l'abandon, les immeubles en ruine. Il s'est concentré sur les beautés sauvages du site.
Quant à Kirovsk, c'est une « jolie petite bourgade », au bord d'un lac. On n'y vit pas plus mal qu'ailleurs. « Pas d'alcoolisme apparent. Pas de misère exubérante. » Conviés à découvrir le film de Zviaguintsev, les habitants ne l'apprécient pas du tout, ils le jugent « caricatural et grotesque ». De son côté, le maire — un maire bien différent du Vadim Cheleviat de Léviathan — ne se formalise pas : « Vous savez, ce n'est qu'un film, une toute petite partie de la Russie, et pas un documentaire. Moi j'aime bien de Funès, mais je sais que ce n'est pas toute la France. »

### Musique
Pour Elena, son précédent film, Zviaguintsev choisit le 3e mouvement de la symphonie no 3 de Philip Glass. Ce dernier lui propose alors d'écrire une musique originale, mais le réalisateur tient à son 3e mouvement. Pour Léviathan, en revanche, il commande à Glass une partition. Il s'y prend trop tard : devant honorer des engagements, Glass ne peut rien écrire avant six mois. Zviaguintsev a donc recours pour Léviathan à une composition ancienne de Glass, l'opéra Akhnaten, que l'on entend au début et à la fin du film.

## Sortie
Le film est projeté au festival de Cannes le 23 mai 2014. Il y reçoit le prix du scénario. Il entame son exploitation en France le 24 septembre.
La sortie en Russie est différée en raison d'une loi, entrée en vigueur le 1er juillet, qui interdit le langage ordurier dans les œuvres d'art et les médias. Une copie est tout de même diffusée à Moscou à l'automne — condition pour que le film soit nommé aux Oscars. Dans l'attente, partagé illégalement, Léviathan aurait été vu par 3 000 000 à 6 000 000 de personnes en Russie. Sa véritable sortie a lieu le 5 février 2015, dans 650 salles (Elena était sorti en un peu plus d'une centaine de copies). Les dialogues sont expurgés des jurons : les lèvres des personnages bougent, sans qu'aucun son n'en sorte.

## Accueil

### En Russie
L'œuvre suscite de violentes polémiques en Russie avant même sa sortie. Car, en montrant les libertés que les puissants prennent avec les lois, Zviaguintsev a produit un brûlot : « C'est la première fois, dit Joël Chapron, qu'un film russe montre la collusion du pouvoir et de l'Église autour d'une histoire de corruption. » Des fondamentalistes orthodoxes réclament l'interdiction de ce film « maléfique ». L'agence Interfax juge que la prestation de Valeriy Grishko, l'acteur jouant le rôle de l'évêque, n'est qu'une « cynique et ignoble parodie du sacerdoce ». Un groupe d'activistes de la région de Samara exige du ministre de la culture que Grishko soit démis de ses fonctions de directeur du théâtre dramatique de Samara. Vitaly Milonov, membre du parlement de Saint-Pétersbourg, demande le remboursement des 35 % d'aide de l'État consentis pour le financement de Léviathan, film qu'il juge « antipatriotique ». 
Par ailleurs, les personnages fument tout le temps, et noient leur mal-être dans la vodka, par spectaculaires gorgées de 19 centilitres, ce qui rappelle que la fédération de Russie se situe au troisième rang de la consommation d'alcool par habitant en Europe. Aux yeux de l'agence Tass, alcoolisme et corruption généralisée ne sont que des clichés, colportés à des fins de propagande antirusse par les puissances occidentales. Et Zviaguintsev ne se met au service de cette propagande que pour récolter des récompenses dans les festivals d'Occident. Sergueï Markov voit dans Léviathan un « manifeste cinématographique anti-Poutine ». Le gouvernement accuse le réalisateur de noircir l'image de la Russie. Le ministre de la Culture, Vladimir Medinski, dit que le film trempe dans une ambiance de « désespoir existentiel », qu'il ne contient pas « un seul héros positif » et que les protagonistes ne sont pas de « vrais Russes »,,. 
Certains défendent tout de même le film. Stass Tirkine, dans la Komsomolskaïa Pravda, dit qu'il est naïf de soupçonner Zviaguintsev d'avoir montré l'alcoolisme et la corruption dans le seul but de décrocher des prix. Et le directeur de théâtre Konstantin Bogomolov trouve « absurde » d'imaginer que les artistes ne doivent évoquer la Russie qu'en montrant « des bouleaux, des prairies et des lacs ». Le magazine culturel Aficha voit dans Léviathan le « plus grand film russe de la décennie, qui fait parler tout le monde pendant un mois, que ce soient des ministres ou des fermières en colère ».

### En France
L'œuvre reçoit un bon accueil critique en France. Sur le site Allociné, la note moyenne est de 4,2 sur 5, pour 27 titres de presse. Les commentateurs s'attachent beaucoup à l'« intense beauté formelle » de l'œuvre, aux images « d'une beauté absolue, presque minérale », à l'« utilisation grandiose de l'espace et de la lumière »… Le Monde renchérit : « Plans-séquences d'une extraordinaire fluidité, cadrages somptueux, images magnifiques du Grand Nord russe, d'un point de vue formel, c'est du grand cinéma. » Positif souligne une « impressionnante direction d'acteurs ». Plusieurs critiques estiment que le film aurait dû être récompensé à Cannes du prix de la mise en scène plutôt que de celui du scénario,. Pour Le Figaro, « le réalisateur filme comme on boxe. Le spectateur sort KO, l'esprit dans les brumes, ayant tâté du malheur des autres, pensant soudain à autre chose qu'à son tiers provisionnel. Il existe donc encore des poètes, des artistes, des philosophes. »
Première parle d'une « comédie sombre », d'un « film noir chaotique et distendu », et d'un Zviaguintsev qui « parvient à faire descendre sa mise en scène altière sur la scène d’un formidable petit théâtre de l’absurde et de la cruauté. » Francetvinfo et Le Monde saluent la performance des acteurs,. Gala voit « un film fort et puissant, totalement pessimiste », Télérama « un polar sombre, effrayant tant il est implacable ».
Pour La Croix, il s'agit d'un film intense et profond, « supérieurement intelligent », offrant « une richesse inouïe de thèmes de réflexion » — et « parfois très drôle », ce qui est nouveau chez Zviaguintsev. Curieusement, la scène de ce film très noir la plus citée par les journalistes est une scène de comédie, « l'une des plus belles scènes de biture de l'histoire du cinéma ». Elle contient une réplique qui, selon Zviaguintsev, a fait « hurler de rire une salle entière », au festival de Cannes… Dans un concours de tir entre buveurs titubants, l'un d'eux apporte en guise de cibles des portraits sous verre des dirigeants de l'URSS. On lui demande pourquoi il n'y a pas de portraits de dirigeants actuels. « On n'a pas le recul historique », répond-il.

## Distinctions

### Récompenses
- Festival de Cannes 2014 : prix du scénario pour Oleg Negin et Andreï Zviaguintsev
- Festival du film de Londres 2014 : meilleur film
- National Board of Review Awards 2014 : top 2014 des meilleurs films étrangers
- Golden Globes 2015 : meilleur film en langue étrangère
- London Film Critics Circle Awards - Meilleur film en langue étrangère
- 28e cérémonie des Nika : meilleure actrice pour Elena Liadova et meilleur acteur dans un second rôle pour Roman Madianov.

### Nominations et sélections
- AFI Fest 2014 : sélection « World Cinema »
- Festival du film de Telluride 2014
- Festival international du film de Toronto 2014 : sélection « Masters »
- Toronto Film Critics Association Awards 2014 : meilleur film en langue étrangère
- British Academy Film Awards 2015 : meilleur film en langue étrangère
- Critics' Choice Movie Awards 2015 : meilleur film en langue étrangère
- Film Independent's Spirit Awards 2015 : meilleur film international
- Oscars du cinéma 2015 : meilleur film en langue étrangère[42]
- Satellite Awards 2015 : meilleur film en langue étrangère